# Heim (Norwegen)

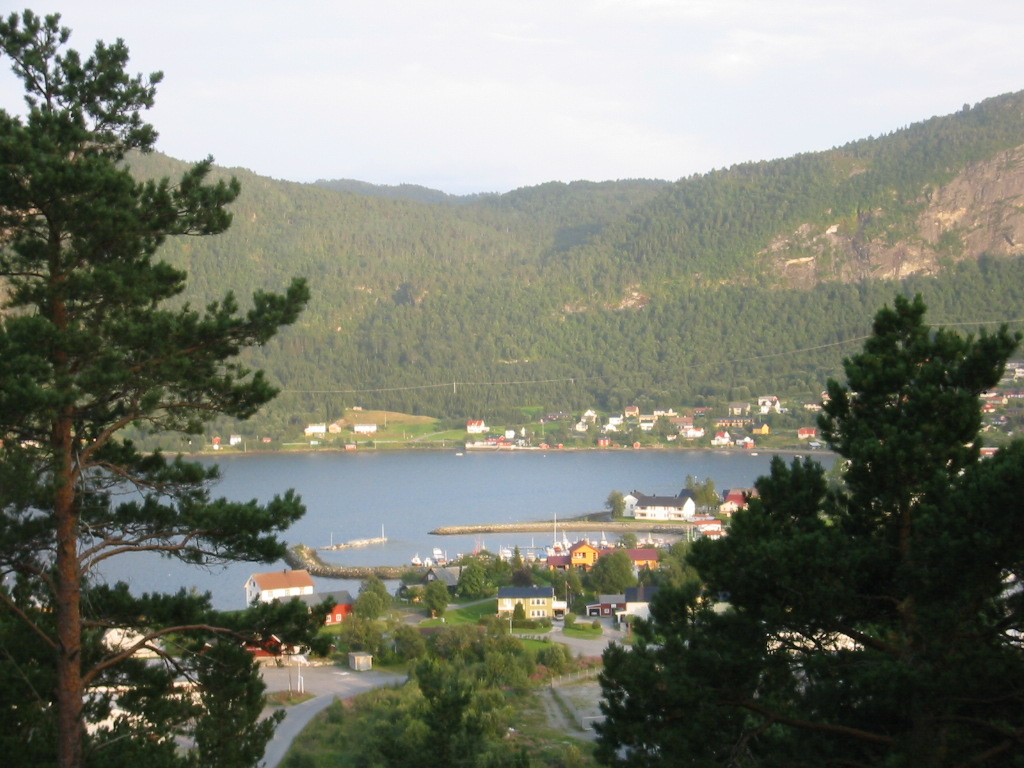
Kyrksæterøra

Heim ist eine norwegische Kommune in Trøndelag, die seit dem 1. Januar 2020 Bestand hat. Sie setzt sich aus den ehemaligen Kommunen Hemne, Halsa und einem Teil der Kommune Snillfjord (Vennastranda) zusammen und hat 6134 Einwohner (Stand: 1. Januar 2025). Verwaltungssitz ist der Ort Kyrksæterøra. Hasla gehörte vorher zum Fylke Møre og Romsdal.

## Geographie
Die Kommune liegt an der Süd- und Ostseite der Fjorde Halsfjord, Arasvikfjord und Vinjefjord sowie an allen Seiten des Hemnfjords. Nordwestlich der Kommune liegt Aure. Die höchste Erhebung ist Ruten mit einer Höhe von 1040 moh.
In Vinjeøra am Ende des Vinjefjords befanden sich vor über 1100 Jahren mehrere Gehöfte der Wikinger. Norwegische Forscher entdeckten dort 2019 das Bootsgrab von Vinjeøra.

## Wappen
Das Wappen hat ein Ornament auf blauem Untergrund. Das Ornament kann Boote, Samen, Fische oder Fjordarme darstellen.